# هيدروكسيديون
هيدروكسيديون هيدروكسيديون سوكسينات الصوديوم (بالإنجليزية:Hydroxydione) (INN ، BAN ، USAN) ، وله (الأسماء التجارية Viadril و Predion و Presuren) ، وهو معروف أيضًا باسم (21-Hydroxy-5β-gnane-3 و 20-dione) ، هو الستيرويد النشط عصبيًا والذي كان سابقًا يستخدم كمخدر عام ، ولكن تم إيقافه بسبب حدوث التهاب الوريد الخثاري في المرضى. تم تقديمه في عام 1957 ، وكان أول مخدر عام من الستيرويد النشط عصبيًا يتم إدخاله للاستخدام السريري ، وهو الحدث الذي سبقه بفترة وجيزة ملاحظة في عام 1954 للخصائص المهدئة للبروجسترون في الفئران.

## كيمياء
تشمل المركبات ذات الصلة الفادولون ، الفاكسولون ، ديهدروديوكسيكورتيكوستيرون ، جاناكسولون ، مينكسولون ، بريجنانولون ، رينانولون.